# Česká rada pro šetrné budovy
Česká rada pro šetrné budovy, z.s. (anglicky Czech Green Building Council, CZGBC) je nezisková organizace založená 15. září 2009 v Praze.

## Zaměření
Česká rada pro šetrné budovy (Czech Green Building Council - CZGBC) působí v České republice od roku 2009. Jejím cílem je prosazovat a podporovat šetrnou výstavbu a minimalizovat negativní vliv budov na životní prostředí. Rada je dnes jedinou organizací v Česku, která poskytuje komplexní pohled na udržitelnost budov.  Aktuálně má 91 členů, a to z celého spektra šetrného stavebnictví – od projektantů, architektů přes dodavatele materiálů a technologií až po stavební firmy a developery.
Členství v Radě přináší řadu benefitů, ať již jde o zapojení do činnosti pracovních skupin, propagace šetrných projektů, přístup k legislativě v oblasti šetrného stavebnictví, přístup k informacím z oboru, a to včetně témat jako jsou ESG, taxonomie a zelené financování, networking a PR.
Hlavní činností Rady je vzdělávání, sledování a propagace nových trendů a ovlivňování legislativního a podnikatelského prostředí.
Česká rada pro šetrné budovy je členem Světové rady pro šetrné budovy (World Green Building council – WorldGBC), která sdružuje více než 90 zemí. Je členem evropské sítě Rad pro šetrné budovy, která má přes 20 členů.
Česká rada pro šetrné budovy má celkem devět pracovních skupin:
- Certifikace budov
- Evropská a národní legislativa a financování
- Brownfields
- Hospodaření s vodou
- Inovace a technologie
- Udržitelné materiály/Recyklace stavebních odpadů
- Veřejné zakázky
- ESG a taxonomie
- Zdravé vnitřní prostředí budov

## Vize Nula České rady pro šetrné budovy
Aktivity Rady se soustředí na šest klíčových témat, která směřují k naplnění „Vize nula“ – nulová zátěž budovy na životní prostředí v celém jejím životním cyklu:
- Inovace/technologie a energetické úspory
- Šetrné materiály, cirkulární ekonomika
- Hospodaření s vodou
- Kvalita vnitřního prostředí
- Vnější prostředí/uhlíková neutralita
- Financování, taxonomie, ESG

## Certifikace budov
Certifikace jsou jedním z hlavních hybatelů rozvoje šetrných budov, a proto se prolínají všemi pracovními skupinami. Rada se v Česku zasloužila o rozvoj certifikačních mezinárodních systémů LEED a BREEAM, dále pak národního SBToolCZ a dalších odvozených systému jako je například WELL.

## Zero Carbon Roadmap
Na konci roku 2022 se Česká rada pro šetrné budovy (CZGBC) připojila k projektu #BuildingLife Světové rady pro šetrné budovy, jehož cílem je nastínit cestu k uhlíkově neutrální Evropě. V rámci tohoto projektu připravuje CZGBC za podpory TaiwanBusiness - EBRDTechnical Cooperation Fund a WorldGBC zásadní dokument ZeroCarbon Roadmap pro stavebnictví, který bude základním vodítkem k dosažení uhlíkově neutrálního zastavěného prostředí v Česku.
Roadmapa, která bude vypracována do konce roku 2023, má být pojítkem mezi ambiciózními, ale mnohdy velmi obecnými směrnicemi EU, a realistickým nastavením národního prostředí, které je utvářeno legislativními požadavky, finančními možnostmi, kapacitou výroby a pracovních sil.
Roadmapa bude zahrnovat návrhy konkrétních opatření pro dotčené subjekty, tedy pro vládu a místní orgány, developery, investory a majitele budov, projektanty a architekty, výrobce stavebních materiálů a technologií, správce budov, finanční instituce, nevládní organizace a akademickou sféru. Dokument bude obsahovat i doporučení týkající se nastavení celkového legislativního rámce udržitelného stavebnictví, možných mechanizmů financování, dále například změn systému vzdělávání, zvyšování kvalifikace a povědomí veřejnosti. Díky roadmapě se budou moci firmy inspirovat při vypracování své vlastní strategie uhlíkové neutrality.